# Moel Sych
Moel Sych är ett berg i Storbritannien.   Det ligger i kommunen Denbighshire och riksdelen Wales, i den södra delen av landet, 270 km nordväst om huvudstaden London. Toppen på Moel Sych är 827 meter över havet, eller 339 meter över den omgivande terrängen. Bredden vid basen är 15,1 km.
Terrängen runt Moel Sych är huvudsakligen lite kuperad. Moel Sych är den högsta punkten i trakten. Runt Moel Sych är det ganska tätbefolkat, med 60 invånare per kvadratkilometer. Närmaste större samhälle är Llangollen, 17,0 km nordost om Moel Sych. Trakten runt Moel Sych består i huvudsak av gräsmarker.